# Cryptus obscuripes
Cryptus obscuripes är en stekelart som beskrevs av Zetterstedt 1838. Cryptus obscuripes ingår i släktet Cryptus och familjen brokparasitsteklar. Arten är reproducerande i Sverige. Inga underarter finns listade i Catalogue of Life.